# Listwänit
Listwänit (seltener auch Listwaenit) ist ein metamorphes Gestein, das durch metasomatische Umwandlung aus einem ultramafischen Ausgangsgestein entstanden ist. Listwänite wurden erstmals 1837 von Gustav Rose nach einem Vorkommen am Listvenya Gora im Ural beschrieben.

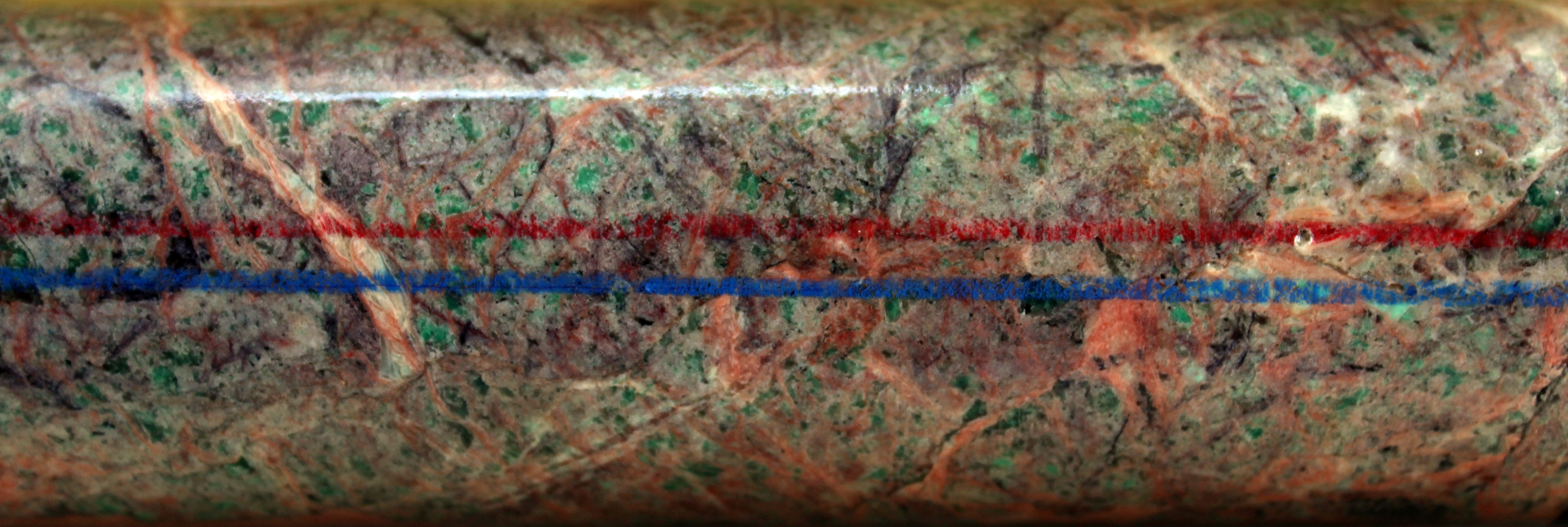
Bohrkern eines frischen Listwänits, Basis des Samail-Ophioliths, Oman

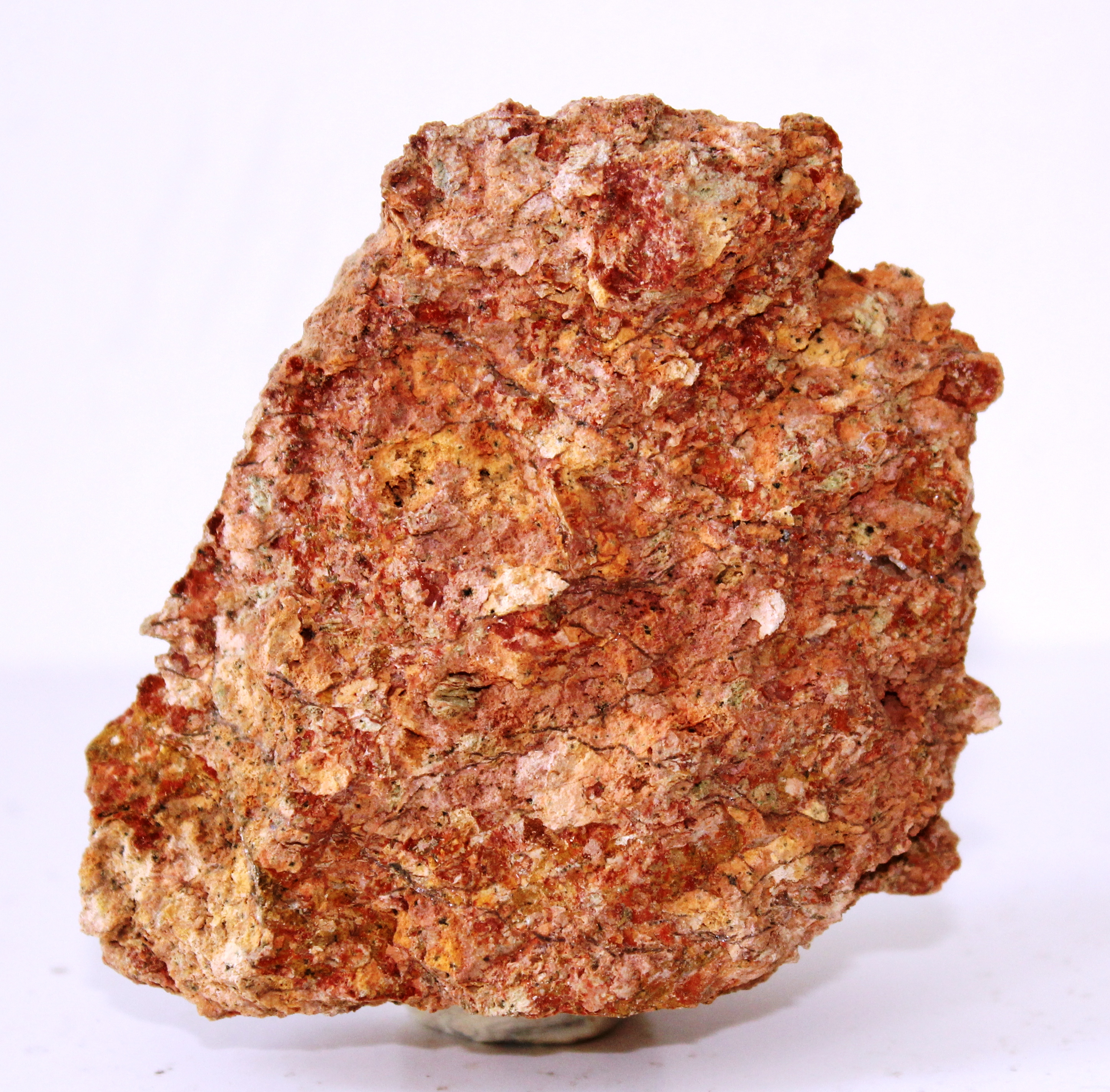
Verwitterter Listwänit, Oman

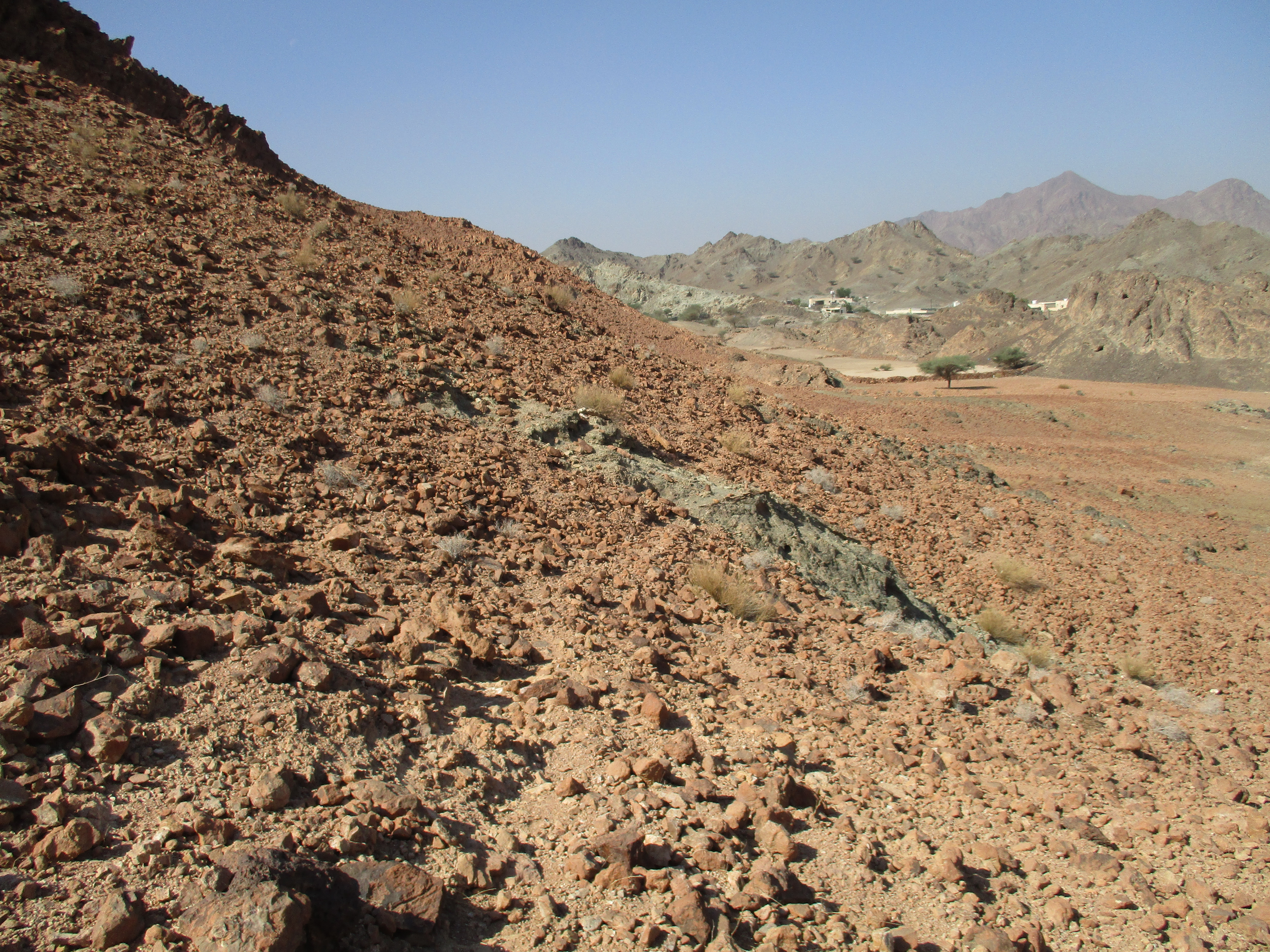
Listwänite an der Basis des Samail-Ophioliths, Oman

## Mineralogische Zusammensetzung
Listwänite bestehen hauptsächlich aus Karbonatmineralen wie Dolomit, Magnesit und Ankerit, häufige Nebengemengteile sind Quarz und Fuchsit. Daneben kommen als akzessorische Bestandteile oft Pyrit und Chromit vor; letzterer ist unverändert aus dem ursprünglichen ultramafischen Gestein übernommen worden. Als weitere Nebengemengteile können außerdem Phlogopit, Phengit sowie nicht vollständig umgewandelte Minerale des Ausgangsgesteins auftreten. Im frischen Zustand ist das Gestein meist hell- bis mittelgrau. Der Fuchsit verleiht dem Gestein ein grüngesprenkeltes Aussehen. Im verwitterten Zustand verfärben sich Listwänite durch die Oxidation des Eisens zu rötlichbraunen oder orangebraunen Gesteinen.

## Entstehung
Die Ursprungsgesteine, aus denen Listwänite hervorgehen, sind Olivin- und Pyroxen-reiche ultramafische Gesteine (z. B. Peridotit). Wenn solche Gesteine entlang von Störungen mit hydrothermalen Lösungen in Kontakt kommen, setzt ein chemischer Umwandlungsprozess der Silikatminerale ein. Diese können entweder direkt oder über den Zwischenschritt der Bildung von Serpentin in Karbonate umgewandelt werden, wenn die hydrothermalen Lösungen reich an Kohlendioxid sind. Beispielhaft kann dies als Reaktion von Serpentin mit CO2 dargestellt werden:

(Mg,Fe)3Si2(OH)4 + 3CO2  = 3(Mg,Fe)CO3 + 2SiO2 + 2H2O

Serpentin + Kohlendioxid = Breunnerit + Quarz + Wasser

Bei dieser Reaktion werden durch den Zusammenbruch der Silikatminerale Quarz und Wasser freigesetzt. Das für die Reaktion benötigte CO2 entstammt dem Erdmantel.
Tritt in den hydrothermalen Lösungen zusätzlich reduzierter Schwefel (HS−) auf, können bei dem metasomatischen Umwandlungsprozess auch Millerit, Gersdorffit, Pentlandit und andere Sulfide gebildet werden.

## Verbreitung
Neben der Typlokalität im Ural sind Listwänite aus dem Oman, der Türkei, Griechenland, Kasachstan, im Kaukasus, in den westlichen Karpaten, in den Alpen, den alpinen Ketten Marokkos, Kanada (British Columbia und Quebec), Tibet und anderen Stellen beschrieben worden. Die Listwänit-Vorkommen stehen oft mit größeren Ophiolith-Komplexen in Verbindung, sind aber selbst meist nur von geringer Ausdehnung. Wirtschaftlich spielt das Gestein selbst keine Rolle, allerdings können bei der Bildung von Listwäniten Sulfiderz- und Goldlagerstätten entstehen.